# Mahmud Schah Durrani
Mahmud Schah Durrani († 1829) war ein paschtunischer König, der von 1801 bis 1803 und erneut von 1809 bis 1818 über das Durrani-Reich im heutigen Afghanistan herrschte.
Mahmud Schah war der Sohn von Timur Schah und Halbbruder seines Vorgängers, Zaman Schah. Am 25. Juli 1801 wurde Zaman Schah abgesetzt und Mahmud Schah zu dessen Nachfolger. Er hatte eine wechselvolle Karriere: 1803 wurde er abgesetzt und einer seiner Halbbrüder, Schah Schudscha, folgte ihm im Amt. 1809 löste Mahmud Schah diesen wiederum ab. Seine Herrschaft endete im Jahre 1818, er starb im Jahr 1829.